# L-Innu Malti
L-Innu Malti este imnul național al Maltei.

## Versuri

### Malteză
1
Lil din l-art ħelwa, l-Omm li tatna isimha,
Ħares, Mulej, kif dejjem Int ħarist:
Ftakar li lilha bil-oħla dawl libbist.
2
Agħti, kbir Alla, id-dehen lil min jaħkimha,
Rodd il-ħniena lis-sid, saħħa 'l-ħaddiem:
Seddaq il-għaqda fil-Maltin u s-sliem.